# 喬·桑德斯
約瑟夫·法蘭西斯·"喬"·桑德斯，（英語：Joseph Francis "Joe" Saunders，1981年6月16日—）出生於美國維吉尼亞州的邱吉爾瀑布市(Church Falls)，曾是美國職棒大聯盟的先發投手，慣用的投球手是左手。

## 職業生涯

### 大學時期
桑德斯畢業於維吉尼亞理工大學，在大學期間他的成績是27勝7敗，是校史上勝投第3多的投手。

### 小聯盟時期
2002年選秀會上，天使隊以第1輪第12順位的選秀權選中桑德斯，隨即將他送往1A的洋杉激流麥粒隊(Cedar Rapids Kernels)。但是2003年他卻因為左肩受傷而宣告整季報銷，2004年他重新回到球場，從進階1A的倫秋庫卡蒙佳震動出發，投出9勝7敗、3.41自責分率的好成績。他在2004年被升上2A，2005年時在2A的阿肯色旅行者隊投出7勝4敗，包括2場完投勝，至此可說已經完全擺脫肩傷的的陰影。
在2A表現不俗的桑德斯隨即又被天使球團升級至3A的鹽湖城蜂刺，並且拿下10勝7敗、包括3場完投勝。

### 大聯盟時期
2005年8月16日，桑德斯臨危受命，被升上大聯盟面對多倫多藍鳥隊，該場比賽桑德斯表現沉穩，主投7+1⁄3局只失2分。但是該場比賽卻因為天使隊的終結者羅德里奎茲搞砸比賽而以3:4輸球，桑德斯無關勝負。
9月6日時，桑德斯再次被升上大聯盟，並在9月14日先發面對西雅圖水手隊，這次他的表現不穩，球隊也以9:10輸球。桑德斯再次被送回3A，而他也沒有被選入天使隊的2005季後賽名單。
2006年下半季，天使隊的王牌投手巴特羅·柯隆再次因為肩膀受傷而被放上傷兵名單。桑德斯成為接替柯隆的人選，這次他的表現非常搶眼，連勝4場後才嚐到大聯盟生涯首場敗仗。在這段期間內，另一名年輕新秀達斯汀·莫斯里也拿下1場勝投，超級新人傑瑞·威佛更是連贏8場。這三位年輕投手合計替天使搶下13勝，不但令人印象深刻，也讓天使隊一度拉近和美國聯盟西區首位的奧克蘭運動家隊的勝場差。
截至2006年球季結束為止，桑德斯都是天使隊先發投手輪值的一員，並且是唯一的左投。柯隆傷癒後將會在2007年球季復出，屆時桑德斯將會扮演什麼樣的角色，和柯隆明年的健康狀況同樣令人關注。
2010年7月25日，天使以桑德斯和亞利桑那響尾蛇交易丹·哈倫。

## 外部連結
- 喬·桑德斯在美國職棒官網（英语）
- 喬·桑德斯在Baseball-Reference.com（大聯盟）（英语）
- 喬·桑德斯在Baseball-Reference.com（小聯盟以及海外聯盟）（英语）
- 喬·桑德斯在ESPN（MLB）（英语）
- 喬·桑德斯在FanGraphs.com（英语）
- 喬·桑德斯在Retrosheet（英语）
- 喬·桑德斯在The Baseball Cube（英语）